# خوان كارلوس باربييري
خوان كارلوس باربييري (بالإسبانية: Juan Carlos Barbieri)‏ هو ممثل أرجنتيني، ولد في 8 أكتوبر 1932 ببوينس آيرس في الأرجنتين، وتوفي في 11 ديسمبر 1996 بكاليفورنيا في الولايات المتحدة.

## وصلات خارجية
- خوان كارلوس باربييري على موقع IMDb (الإنجليزية)
- خوان كارلوس باربييري على موقع قاعدة بيانات الفيلم (الإنجليزية)